# Resonancia (sociología)

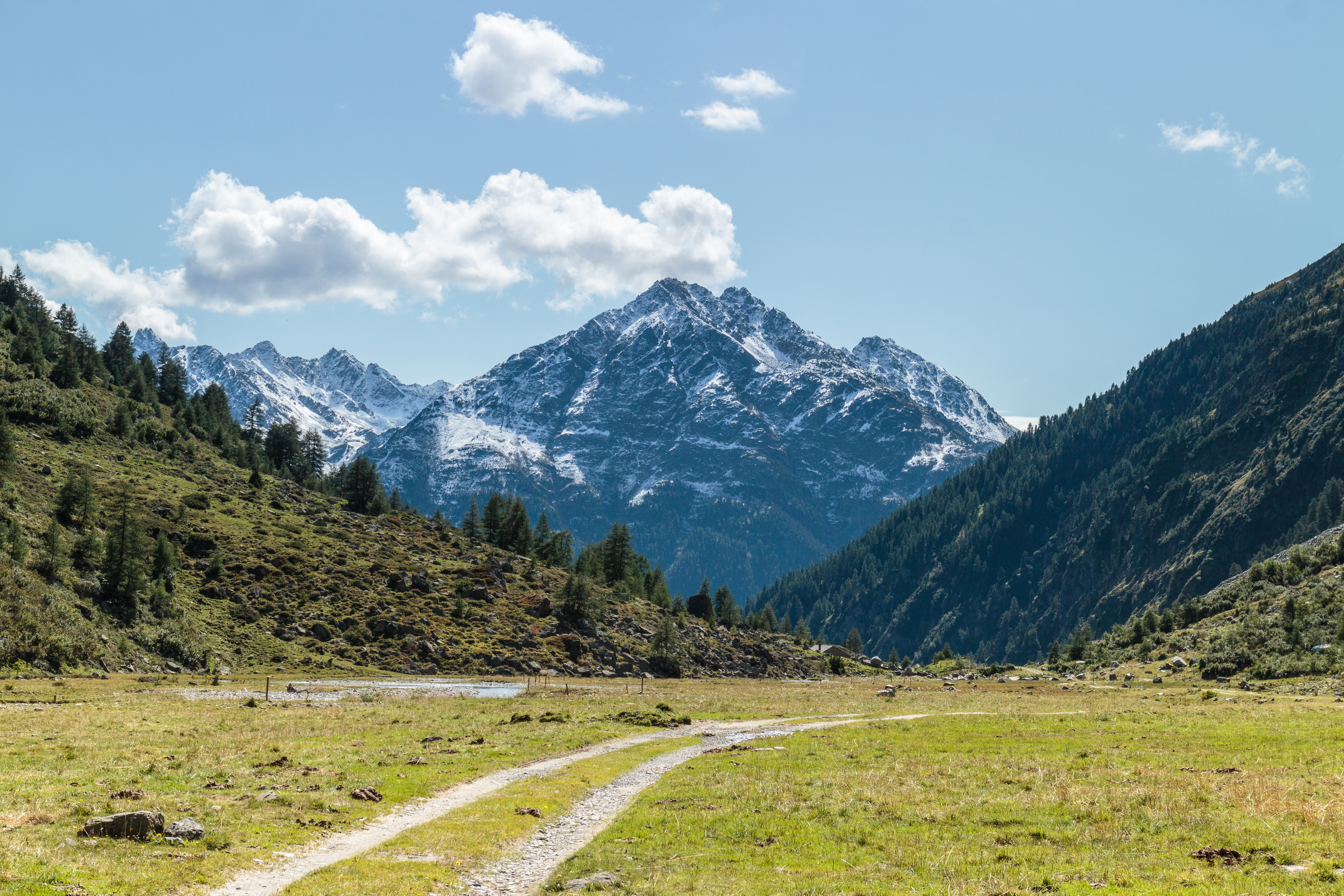
Un camino de montaña puede ser una experiencia de resonancia

Hartmut Rosa, profesor de sociología en la Universidad de Jena, usa el término resonancia para explicar los fenómenos sociales de una búsqueda humana fundamental de relaciones "resonantes". Su teoría de la resonancia aparece en Resonancia, Una sociología de la relación con el mundo publicada en 2016.

## Término resonancia
El término resonancia se toma de la física para describir a la relación sujeto - objeto como un sistema vibratorio en el que ambas partes se estimulan mutuamente. Sin embargo, en contraste con el significado físico de la palabra, aquí no solo se trata de devolver el sonido recibido sino de hablar "con su propia voz". Las habilidades relacionales de los sujetos y sus estructuras intersubjetivas están constituidas por tales experiencias de resonancia, o la ausencia de estas. Esto queda claro por ejemplo en la relación primaria del recién nacido con su persona de referencia, en cuya recepción o rechazo de las interacciones se desarrollan los patrones de relación fundamentales. Con el concepto de resonancia utilizado de esta manera, se intenta encontrar una manera de abordar la cuestión de las relaciones exitosas entre el sujeto y el mundo en el sentido de "buena vida" lo más libre posible de evaluaciones y suposiciones culturales.
Los posibles puntos de referencia de tales resonancias se describen en tres ejes básicos:  
- Los ejes de resonancia horizontales que tienen lugar entre dos (o más) personas, en el amor y las relaciones familiares, las amistades o el espacio político.
- Los ejes de resonancia diagonal que son relaciones con cosas y actividades.
- Los ejes de resonancia vertical que son relaciones con los grandes singulares colectivos: naturaleza, arte, historia o religión.

En todos estos contextos, son posibles experiencias intensivas que hacen que la vida sea un encuentro o relación intensiva por sí misma. Estos contextos se yuxtaponen con relaciones mundiales silenciosas o instrumentales, determinadas por la orientación hacia la dominación y la puesta a disposición, que se ocupan principalmente del logro de un objetivo útil. Por ejemplo, un recorrido por la montaña puede ser una experiencia de resonancia como una confrontación intensiva con las demandas del camino y la naturaleza del encuentro, como una empresa puramente orientada a objetivos, pero también puede ser instrumental y en este sentido "mudo". 
Obviamente, las secciones del mundo se perciben como atractivas o deseables y están predestinadas para las experiencias de resonancia, mientras que las que se perciben como hostiles o ansiosas se espera que sean experiencias "silenciosas", no resonantes. Otro requisito previo para el establecimiento de resonancias son las evaluaciones sólidas del sujeto, que otorgan al objeto un significado que va más allá del deseo o el atractivo. 
Si se intenta esbozar como resonancia lo que las personas buscan y anhelan en su ser más íntimo, de ninguna manera se concibe como un estado permanente que pueda establecerse, sino siempre como un éxito selectivo, momentáneo o autoajuste que se destaca en el contexto predominante silencioso. Por lo tanto, la resonancia en este sentido se caracteriza esencialmente por el hecho de que no se puede producir de manera sistemática e intencional, sino que no está disponible siempre. 

## Teoría social
Como teoría sociológica, la teoría de la resonancia trata las condiciones sociales que promueven u obstaculizan las relaciones de éxito. Si el esfuerzo por la resonancia se considera una motivación primaria humana omnipresente, su concreción depende en gran medida de las condiciones históricas, geográficas y culturales. En particular, las dificultades existenciales y la represión política complican las experiencias de resonancia si no las hacen completamente imposibles.  
Por lo tanto, la promesa de la modernidad es hacer posible la resonancia superando la arbitrariedad política y mejorando los recursos materiales. Rosa ve esta promesa como una contradicción inherente de la modernidad, sin embargo, socavada por las condiciones del progreso, que está orientado principalmente a aumentar los recursos, en última instancia requiere. Los recursos multiplicados expanden el mundo accesible al sujeto y, por lo tanto, sus posibilidades de experiencias de resonancia. Esto da como resultado una lógica de aumento, que requiere una continuación constante de mejora y de multiplicación de recursos.  
Esto va acompañado de una presión creciente para acelerar: para mantener el statu quo dentro de una sociedad moderna, es necesario un aumento cada vez más rápido de servicios, innovaciones y producción de materiales. Rosa ve este modo de estabilización dinámica como constitutivo de la modernidad: mientras que las sociedades premodernas se transforman de manera adaptativa, es decir, en respuesta a las condiciones cambiantes, la sociedad moderna se define virtualmente por su obligación de transformación acumulativa continua.
Mientras que la fase actual se caracteriza por una alta sensibilidad hacia la resonancia y de expectativas de sus sujetos, el modo de estabilización dinámica resulta en una pérdida de posibilidades de resonancia. Rosa señala tres manifestaciones esenciales de la crisis actual de la modernidad: 
- La crisis ecológica debido a la naturaleza finita de los recursos naturales en comparación con una expectativa ilimitada de necesidad de aumento de recursos
- la crisis política, que surge esencialmente del hecho de que los procesos de negociación democrática son demasiado lentos para los acelerados cambios tecnológicos y sociales resultantes y, por lo tanto, se consideran ineficaces u obsoletos, y
- La crisis psicológica de los sujetos, que se ve abrumada por la aceleración de los cambios y, por lo tanto, se ve exhausta por agotamiento.

La teoría de la resonancia está, por lo tanto, en la tradición de la teoría crítica de Marx a Adorno y Horkheimer a Habermas y Honneth. Comparte el hallazgo central de la alienación como un obstáculo para una vida exitosa, pero intenta contrastar esta descripción en negativo con un contraconcepto positivo, el concepto de resonancia. Honneth, por ejemplo, ya ha hecho este intento con el concepto de reconocimiento. A pesar de toda la vaguedad y diversidad reconocidas del concepto de resonancia, Rosa ve este como un concepto universal que incluye conceptos como el reconocimiento, la justicia o la autoeficacia.

## Recepción
El trabajo de Rosa y la teoría de resonancia formulada en él han sido recibidos y discutidos controvertidamente. Por un lado, el autor se basa en la originalidad y el coraje para analizar los problemas fundamentales y, en contraste con la Teoría Crítica a menudo resumida con "No hay vida correcta en el lado equivocado" de Adorno ("Es gibt kein richtiges Leben im falschen "), se enfatiza la perspectiva optimista que se orienta hacia los potenciales para superar las crisis. Tal apreciación de la teoría de la resonancia como una continuación positiva de la teoría crítica se puede encontrar con Anna Henkel.   
Por otro lado, esta derivación integral del concepto de resonancia desde una multitud de perspectivas y contextos se critica en el sentido de que la "resonancia" tiene un efecto casi arbitrario, que el concepto carece de precisión, y que por lo tanto, en última instancia, no es adecuado como concepto básico social-filosófico, como Rosa postula.  
Otro punto de crítica se refiere al supuesto recurso de Rosa al mundo intelectual del romanticismo, al que querría regresar sin señalar el camino. De hecho, Rosa se refiere con frecuencia a la sensibilidad a la resonancia del romanticismo, incluso en contradicción consciente con los conceptos racionalistas, pero al mismo tiempo ve el peligro de la emoción puramente subjetiva en lugar de la resonancia en la forma en que piensa el romanticismo. Así, más bien describe el efecto continuo de los conceptos de resonancia del romanticismo en la modernidad, sin proponer un retorno a él.  
Finalmente, el libro de Rosa argumenta que la perspectiva sociopolítica sobre soluciones concretas es pobre y que finalmente no explica cómo la resonancia puede establecerse socialmente como respuesta a la crisis acelerada de la modernidad. A pesar de la referencia a las propuestas de reforma política, como la de un ingreso básico incondicional y los proyectos piloto emergentes de una economía posterior al crecimiento, el propio Rosa rechaza este reclamo porque comparte "la cuestión de cómo se puede obtener de las formaciones sociales de la edad media hacia la modernidad: en ambos casos es una transformación fundamental de la relación mundial." 